# Strävt nattljus
Strävt nattljus (Oenothera depressa) är en dunörtsväxtart som beskrevs av Edward Lee Greene. Strävt nattljus ingår i släktet nattljussläktet, och familjen dunörtsväxter. Inga underarter finns listade i Catalogue of Life.

## Bildgalleri

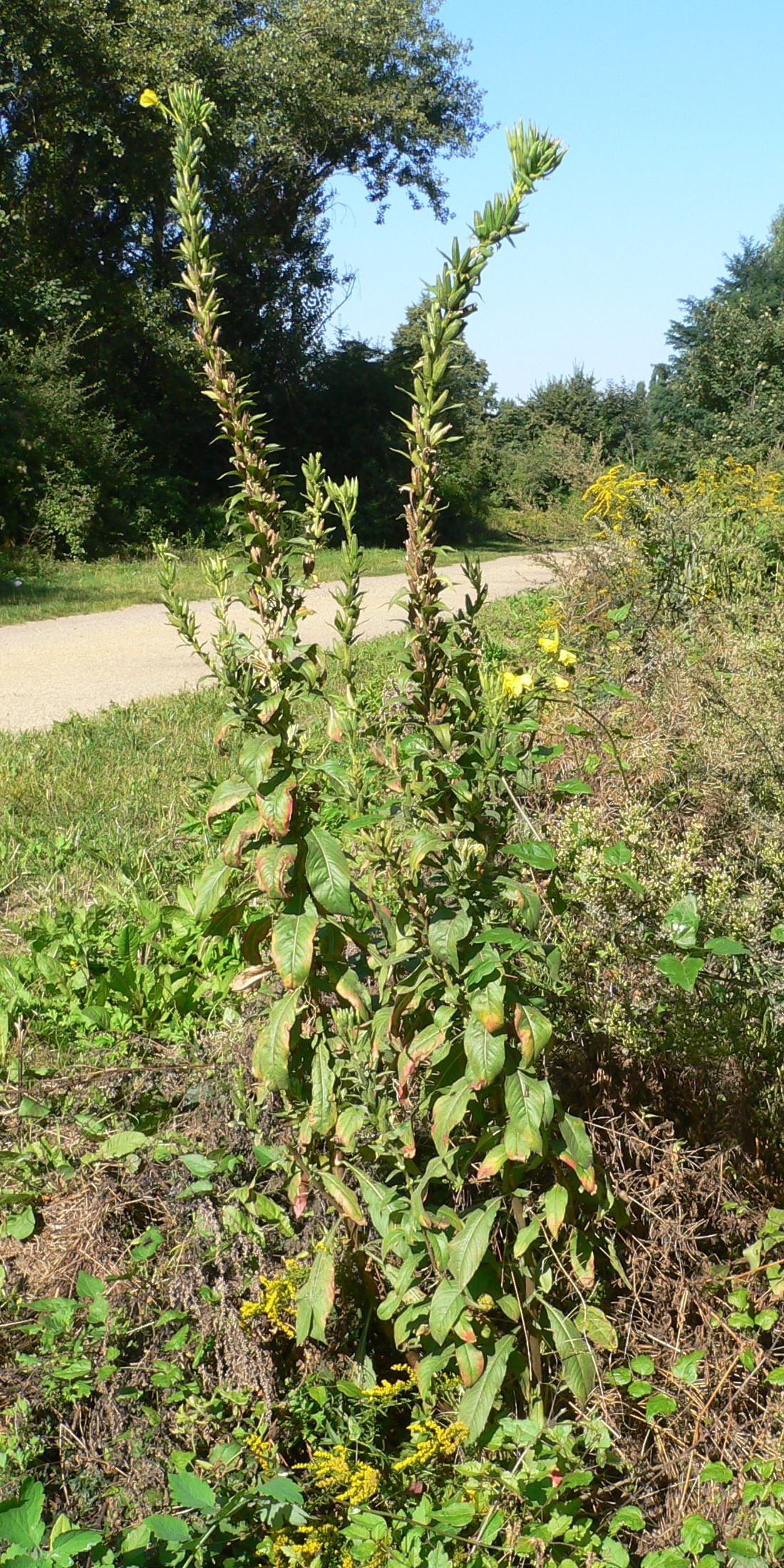